# Yavuz Özkan (voetbaldoelman)
Yavuz Özkan (Denizli, 19 mei 1985) is een Turkse voetbaldoelman die speelt bij Bursaspor.